# Ronacher

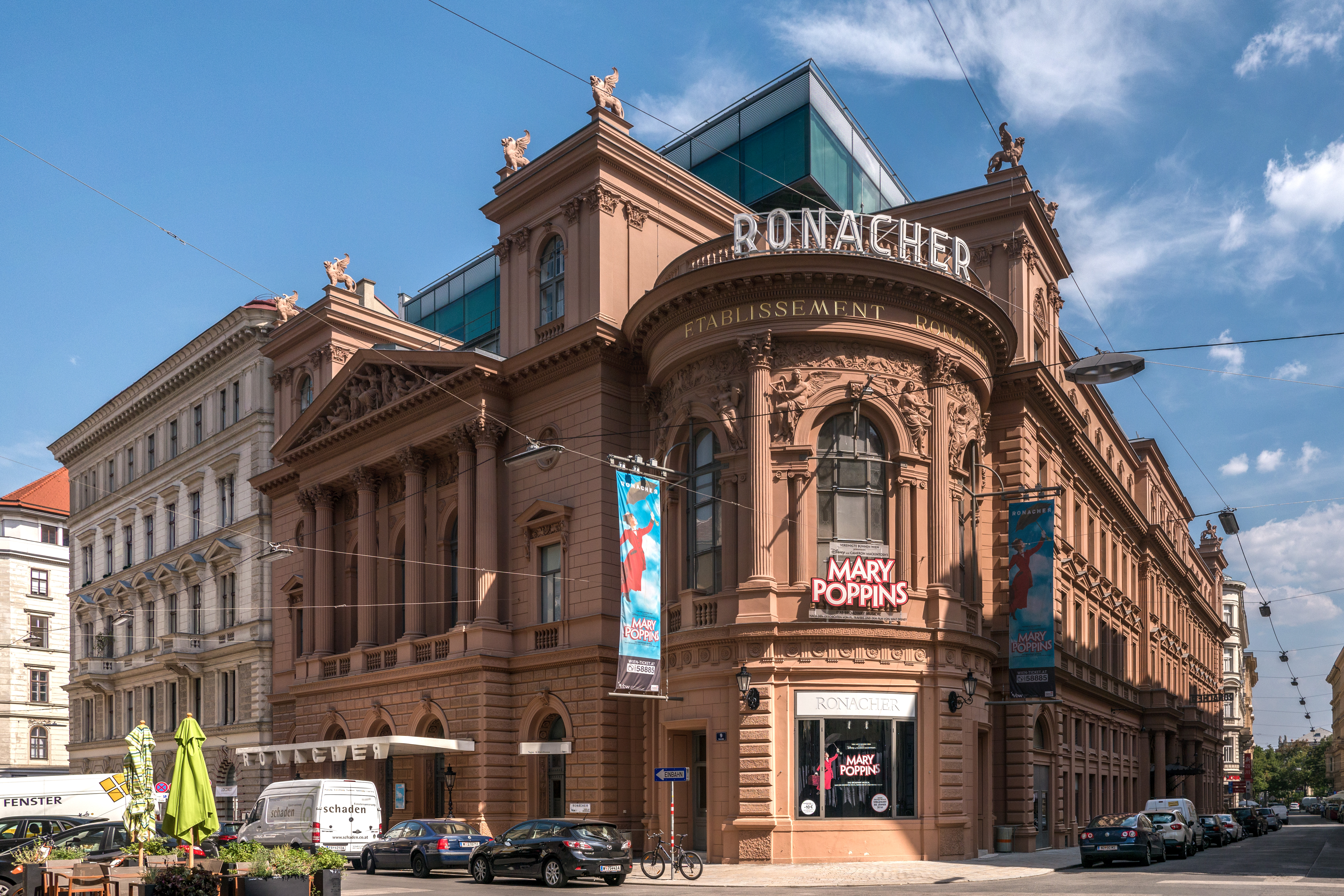
Ronacher

Das Ronacher, früher Etablissement Ronacher, ist ein Theater im 1. Wiener Gemeindebezirk Innere Stadt, gelegen zwischen Himmelpfortgasse, Seilerstätte und Schellinggasse. Es bildet gemeinsam mit dem Raimund Theater und dem Theater an der Wien die Spielstätten der Vereinigte Bühnen Wien und ist über die Wien Holding zu 100 Prozent im Eigentum der Stadt Wien.

## Geschichte

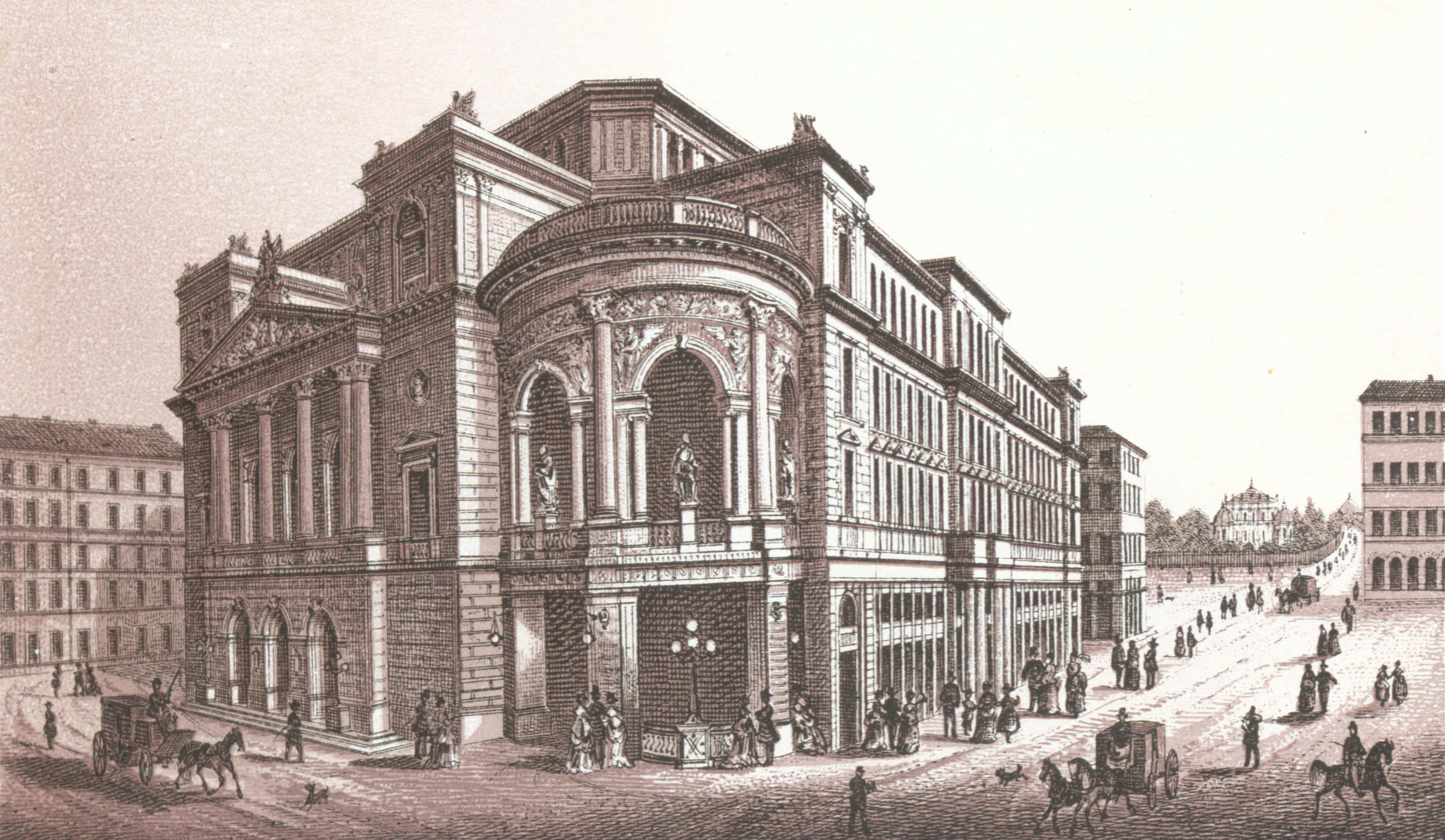
Das Wiener Stadttheater kurz nach der Erbauung

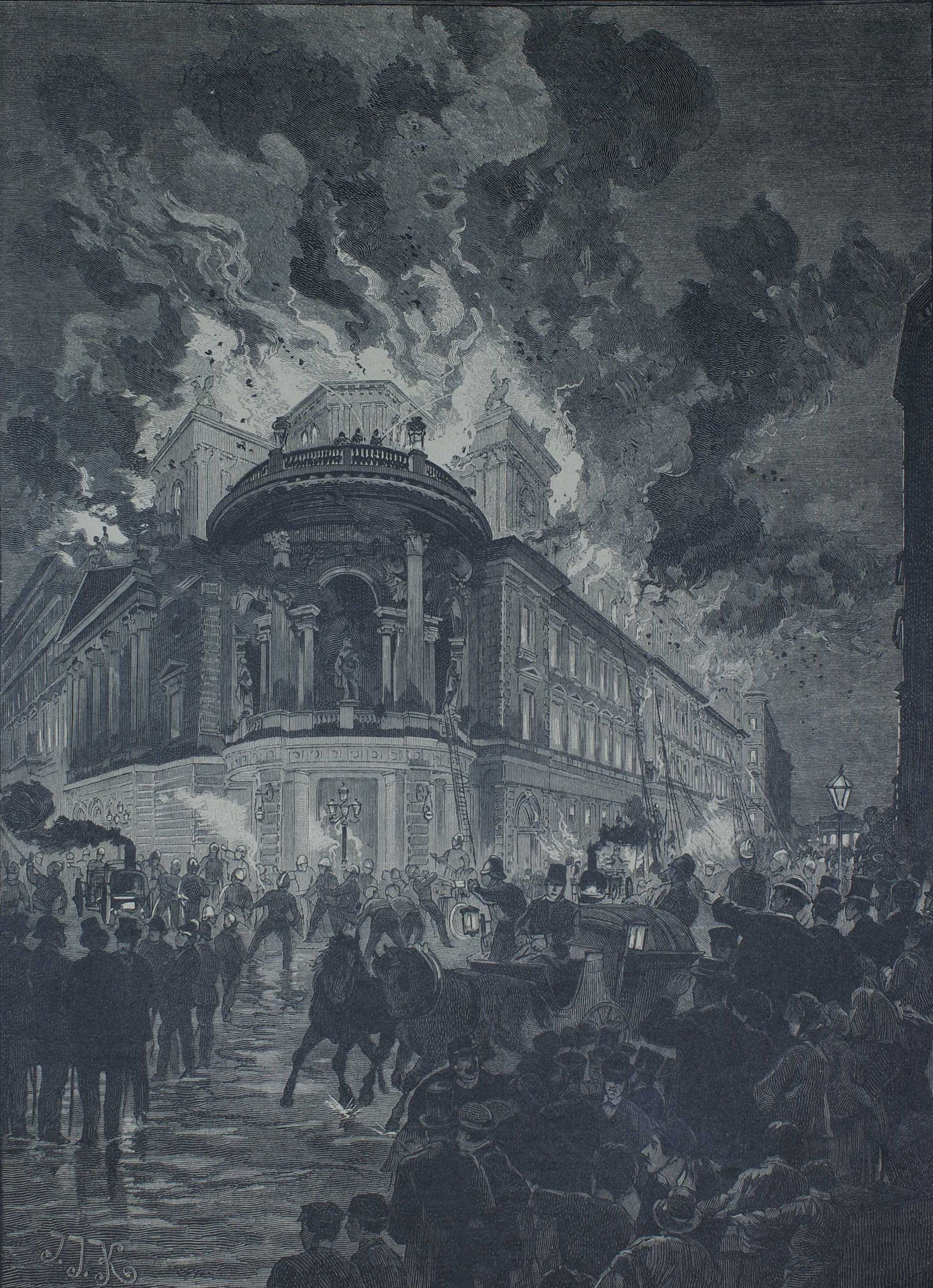
Der Brand des Theaters 1884

Fassade des Ronachers (2008)

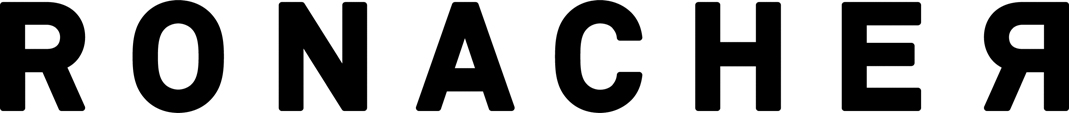
Ronacher Logo

Es wurde zunächst als Wiener Stadttheater von 1871 bis 1872 von den Architekten Ferdinand Fellner dem Älteren und Ferdinand Fellner dem Jüngeren für eine private AG des Journalisten Max Friedländer und des Theaterautors und -leiters Heinrich Laube erbaut. Die beiden wollten damit ein bürgerliches Theater errichten, das – ohne Zensur – den kaiserlichen Hoftheatern Konkurrenz machen sollte. Eröffnet wurde das Haus am 15. September 1872 mit Schillers Demetrius in einer Bearbeitung Laubes. Zwölf Jahre nach der Eröffnung brannte das Haus am 16. Mai 1884 nieder. Da das Gebäude nicht an allen vier Seiten freisteht, wurde nach den inzwischen gültigen Brandschutzbestimmungen ein Wiederaufbau als Schauspielhaus nicht zugelassen. 1886 kaufte Anton Ronacher die Brandruine und ließ wiederum von Ferdinand Fellner d. J. (der inzwischen das Büro Fellner & Helmer gegründet hatte) Mai 1887 bis April 1888 darauf ein Concert- und Ballhaus errichten. Die Wandgemälde stammen von Eduard Veith. Die Hauptstiege wurde mit Stufen aus Kaisersteinbruch errichtet. Dem neuen Varietétheater war ein großer Ballsaal und ein Hotel angeschlossen, daneben konnte es bereits elektrisches Licht einsetzen, enthielt Promenaden und einen Wintergarten.
Das neue Etablissement Ronacher war kein Schauspielhaus, sondern mit Tischen und Stühlen ausgestattet. Während der Vorstellung durfte getrunken, gegessen und geraucht werden. Durch die schlechte Wirtschaftslage musste Ronacher jedoch das Haus später aufgeben. Ab 1890 traten öfter Artisten auf, was vermehrt Vorstadtbevölkerung anlockte und die Aristokratie vertrieb. Später wurde das Programm durch Revuen, Operetten, Tanz- und Gesangsvorführungen ergänzt. Das Haus wurde dabei immer wieder umgebaut und den Bedürfnissen des modernen Varietébetriebs angepasst (1901, 1906 und laufend zwischen 1907 und 1916; jeweils durch Ferdinand Fellner d. J.), insbesondere um 1910 begleitet von der Diskussion, ob, dem Zug der Zeit folgend, das Haus die Wandlung zum klassischen Sprechtheater vollziehen solle. In den Jahren 1909–1912 leitete Gabor Steiner, der Gründer von Venedig in Wien, als Direktor das Theater. Ab 1928 war der damalige österreichische Rundfunk, die RAVAG, für einige Jahre in Teile des Ronacher eingemietet und sendete von dort seine Musikprogramme: Zunächst baute man das sogenannte „Parisien“ in ein Studio um, das nebst Nebenräumen und dem gesamten dritten Stockwerk verwendet wurde. 1930 mietete die RAVAG dann noch weitere anderthalb Etagen und einige Einzelzimmer des Gebäudes.
Nach dem Anschluss im Jahr 1938 ging das Theater durch Arisierung von seinem bisherigen Miteigentümer Samuel Schöngut auf Bernhard Labriola über. Schöngut wurde am 2. November 1941 ins Ghetto Litzmannstadt und am 16. August 1944 von dort ins KZ Auschwitz deportiert, wo er ermordet wurde.
Nach dem Zweiten Weltkrieg war das Ronacher bis 1955 Ausweichbühne für das durch Bomben beschädigte Burgtheater. Anschließend traten wieder Varieté-Künstler auf, bevor ab 1960 das österreichische Fernsehen die Räumlichkeiten für TV-Produktionen nutzte. Nach einem zehnjährigen Leerstand erfolgte 1986 erstmals wieder die Aufführung einer Operette, diesmal Cagliostro in Wien von Johann Strauss (Sohn). 1987 kauften die Vereinigten Bühnen Wien das Haus und führten das Musical Cats und zwei Opern auf. Ein Architekturwettbewerb ergab 1987 als Siegerprojekt eine „dekonstruktivistische“ Aufstockung. Das Vorhaben von Coop Himmelblau wurde allerdings Ziel heftiger öffentlicher Kritik und wurde im August 1991 ad acta gelegt. 2003, 2004 und 2008 war das Ronacher Gastgeber der Verleihungsgala des Nestroy-Theaterpreises.
Nach einigen Jahren als Gastspielhaus für internationale Produktionen und Festveranstaltungen wurde das Ronacher um 46,9 Millionen Euro zu einer Musicalbühne ausgebaut. Bis Mitte 2008 wurde die Bühnentechnik modernisiert und der Boden der Bühne um zwei Meter abgesenkt, wodurch die Sicht auf die Bühne verbessert wurde. Die Aufstockung des Gebäudes durch den Architekten Günther Domenig wurde trotz massiver politischer und stadtbildschützerischer Bedenken durchgeführt.
Aufgrund der COVID-19-Pandemie mussten während der Spielzeit von Cats zahlreiche Vorstellungen abgesagt werden. Die verkaufbare Sitzplatzkapazität wurde in dieser Zeit erst auf 75 %, später auf 50 % reduziert. Seit September 2021 wird das Theater wieder mit voller Kapazität verkauft. Am Stück selbst wurden Änderungen vorgenommen, wie etwa, dass die Darsteller als Katzen nicht mehr den Zuschauerraum bespielen dürfen, um die Abstandsregeln einhalten zu können. Der Ablauf als auch die Choreographie mussten angepasst und/oder abgeändert werden – diese Änderungen dienten als Vorlage für alle weltweit gespielten Cats-Produktionen.
Folgende Vorstellungen wurden aufgrund von Lockdowns abgesagt:
- 11. März – 26. Juli 2020
- 3. November 2020 – 24. Mai 2021
- 22. November 2021 – 12. Dezember 2021

Das Ronacher verfügt über rund 1000 Sitzplätze und 40 Stehplätze. Die genaue Anzahl der Sitz- und Stehplätze variiert je nach Produktion (bei Rock me Amadeus aktuell 1100 Sitz- und 30 Stehplätze).

## Uraufführungen Musical
| Musical         | Musik und Buch                             | Premiere         | Dernière      | Vorstellungen / Besucher                             | Zusätzliche Infos |
| --------------- | ------------------------------------------ | ---------------- | ------------- | ---------------------------------------------------- | ----------------- |
| Rock me Amadeus | Christian Struppeck, Rob und Ferdi Bolland | 7. Oktober 2023  | 28. Juni 2025 | 472 Vorstellungen +6 Previews / ca. 500.000 Besucher |                   |
| Maria Theresia  | Dieter Falk, Paul Falk, Thomas Kahry       | 10. Oktober 2025 |               |                                                      |                   |

## Weitere Musicalaufführungen
| Musical                               | Musik und Buch                              | Premiere           | Dernière           | Vorstellungen / Besucher                              | Zusätzliche Infos                                         |
| ------------------------------------- | ------------------------------------------- | ------------------ | ------------------ | ----------------------------------------------------- | --------------------------------------------------------- |
| Cats                                  | Andrew Lloyd Webber                         | 1988               | 24. September 1990 | über 2000 Vorstellungen / 2,3 Mio. Besucher           | 1. Spielzeit im Theater an der Wien und Ronacher          |
| Cats                                  | Andrew Lloyd Webber                         | 20. September 2019 | 26. Juni 2022      | 454 Vorstellungen +6 Previews / 180.000 Besucher      | Wiederaufnahme                                            |
| Chicago                               | John Kander, Fred Ebb                       |                    | 21. April 1999     |                                                       | Zuvor im Theater an der Wien                              |
| Falco – A Cybershow                   | Joshua Sobol und Paulus Manker              | 1. April 2000      | 26. November 2000  |                                                       |                                                           |
| The Producers                         | Mel Brooks                                  | 30. Juni 2008      | 22. Februar 2009   |                                                       | deutschsprachige Erstaufführung                           |
| Frühlings Erwachen                    | Michael Mayer, Bill T. Jones                | 21. März 2009      | 30. Mai 2009       |                                                       | deutschsprachige Erstaufführung                           |
| Tanz der Vampire                      | Michael Kunze, Jim Steinman                 | 16. September 2009 | 25. Juni 2011      |                                                       | Weltpremiere 1997 im Raimund Theater                      |
| Tanz der Vampire                      | Michael Kunze, Jim Steinman                 | 30. September 2017 | 27. Juni 2018      | 240 Vorstellungen +2 Previews / ca. 252.000 Besucher  | Wiederaufnahme                                            |
| Sister Act                            | Alan Menken, Glenn Slater                   | 15. September 2011 | 31. Dezember 2012  |                                                       | basiert auf dem gleichnamigen Film mit Whoopi Goldberg    |
| Natürlich Blond                       | Laurence O’Keefe, Nell Benjamin             | 21. Februar 2013   | 20. Dezember 2013  |                                                       | basiert auf dem gleichnamigen Film mit Reese Witherspoon  |
| Der Besuch der alten Dame             | Christian Struppeck, Moritz Schneider       | 19. Februar 2014   | 29. Juni 2014      | 120 Vorstellungen +5 Previews / ca. 114.000 Besucher  | Eigenproduktion / Koproduktion mit den Seefestspiele Thun |
| Mary Poppins                          | Cameron Mackintosh, Disney                  | 1. Oktober 2014    | 31. Januar 2016    | 371 Vorstellungen +10 Previews / ca. 366.000 Besucher | deutschsprachige Erstaufführung                           |
| Evita                                 | Andrew Lloyd Webber, Tim Rice               | 9. März 2016       | 31. Dezember 2016  | 185 Vorstellungen +3 Previews / ca. 148.000 Besucher  |                                                           |
| Don Camillo und Peppone               | Michael Kunze, Dario Farino                 | 27. Jänner 2017    | 25. Juni 2017      | 117 Vorstellungen +2 Previews                         | Eigenproduktion / Koproduktion mit dem Theater St. Gallen |
| Bodyguard                             | Alexander Dinelaris                         | 27. September 2018 | 30. Juni 2019      | 273 Vorstellungen +5 Previews / ca. 260.000 Besucher  | basiert auf dem gleichnamigen Film mit Whitney Houston    |
| Der Glöckner von Notre Dame (Musical) | Alan Menken, James Lapine, Stephen Schwartz | 8. Oktober 2022    | 25. Juni 2023      | 216 Vorstellungen +5 Previews / ca. 210.000 Besucher  | österreichische Erstaufführung                            |